# Jaures Busoni
Jaures Busoni (Empoli, 25 novembre 1901 – 21 dicembre 1989) è stato un politico e giornalista italiano.

## Biografia
Socialista riformista, fu segretario della federazione socialista fiorentina, consigliere comunale, provinciale e senatore del Partito Socialista Italiano per due legislature (II e III) dal 1953 al 1963. Busoni a 18 anni è segretario della Federazione giovanile socialista toscana e direttore del settimanale Vita Nuova.
Arrestato non ancora ventenne,è scarcerato dopo 3 anni e mezzo alla fine di un processo concluso con una condanna a 6 anni e 3 mesi diminuita da indulto. Successivamente sottoposto a 2 anni di vigilanza speciale di PS, viene assegnato per 5 anni al confino nelle isole Tremiti e Lipari, e sottoposto ancora ai vincoli dell'ammonizione oltre a numerosi arresti e fermi di polizia e a violenze fasciste. Due volte vengono invase e devastate dai fascisti l'abitazione, una fabbrica e un negozio della sua famiglia, a Empoli e a Firenze. Nel 1940 venne illegalmente bandito da Firenze dalla Federazione Fascista.
Nella lotta diliberazione cooperò coi partigiani sul Monte Giovi. Poi, segretario della Federazione Socialista fiorentina, componente i CC del PSI, consigliere comunale, provinciale e sentore per due legislature. Dal 1967 presidente del Movimento del socialisti autonomi e nel 1972 con essi confluito nel PCI. Nel 1975 ha pubblicato Nel tempo del fascismo, nel 1980 Confinati a Lipari per la Vangelista Editore.